# انکستر، انتاریو
انکستر، انتاریو (به انگلیسی: Ancaster, Ontario) یک شهرک در کانادا است که در انتاریو واقع شده‌است.

## خصوصیات
انکستر ۳۳٬۲۳۲ نفر جمعیت دارد.